# Đánh bom Kabul ngày 17 tháng 8 năm 2019
Một vụ đánh bom tự sát đã diễn ra tại Kabul, Afghanistan vào ngày 17 tháng 8 năm 2019, với một kẻ đánh bom kích nổ áo vest tự sát trong một đám cưới trong một sảnh cưới ở phía tây thành phố. Ít nhất 63 người đã thiệt mạng trong vụ tấn công và 182 người bị thương. Chi nhánh địa phương của Nhà nước Hồi giáo Iraq và Levant đã nhận trách nhiệm về vụ đánh bom, nói rằng cuộc tấn công nhắm vào người Hồi giáo Shia. Hơn 1.000 người đã tập trung dự đám cưới khi vụ tấn công xảy ra.

## Tấn công
Vụ đánh bom tự sát xảy ra vào khoảng 10:40 tối Giờ Afghanistan (UTC+04:30) ở phía tây Kabul, trong một khu vực đông dân cư của người thiểu số Shia Hazara, bên trong sảnh cưới "Thành phố Dubai". Kẻ đánh bom tự sát đã kích nổ chất nổ trong khu vực dành cho nam giới của sảnh cưới, gần sân khấu nơi các nhạc sĩ đang chơi, tại thời điểm hàng trăm người đang ở trong tòa nhà để dự lễ cưới. Kẻ đánh bom đã kích nổ một chiếc áo vest tự sát chứa đầy vòng bi. Vụ nổ xảy ra không lâu trước khi lễ cưới chuẩn bị bắt đầu. Theo chủ sở hữu của sảnh cưới, hơn 1.200 người đã được mời tham dự sự kiện này, với một nhóm hỗn hợp người Shiite và Sunni tham dự. Hầu hết những người tham dự là người dân tộc Hazara. Cả cô dâu và chú rể đều là người Shiite, và cả hai đều thuộc những gia đình thuộc tầng lớp lao động khiêm tốn, với chú rể làm nghề thợ may. Gia đình họ đã thảo luận về cách sắp xếp thời gian của đám cưới để cố gắng giảm thiểu rủi ro của một cuộc tấn công.
Ít nhất 63 người đã thiệt mạng và 182 người bị thương. Trong khi cô dâu và chú rể sống sót, cả hai đã mất một số thành viên gia đình. Hàng loạt trẻ em nằm trong số người bị thương vong.

## Trách nhiệm
Một ngày sau vụ tấn công, chi nhánh địa phương của Nhà nước Hồi giáo Iraq và Levant đã nhận trách nhiệm về việc này, xác định danh tính kẻ đánh bom là Abu Asim Al-Pakistan và tuyên bố rằng anh ta nhắm vào một nhóm "những người không theo đạo". Họ tuyên bố nhận trách nhiệm vụ đánh bom tự sát bên trong sảnh cưới, một quả bom xe cũng đã được kích nổ bên ngoài khi các phương tiện cứu hộ khẩn cấp đến. Vụ đánh bom trên xe đang được điều tra chưa được chính quyền xác nhận.
Trước đây, Taliban đã từ chối trách nhiệm về vụ tấn công, phát ngôn viên của họ tuyên bố Taliban "lên án [vụ đánh bom] theo cách mạnh nhất".